# Falpalà
Falpalà è stato un programma televisivo italiano di genere rotocalco sulla moda, andato in onda su Canale 5 nella primavera del 1983 con la conduzione di Eleonora Brigliadori.